# Elyria (Ohio)
Elyria is een plaats (city) in de Amerikaanse staat Ohio, en valt bestuurlijk gezien onder Lorain County.

## Demografie
Bij de volkstelling in 2000 werd het aantal inwoners vastgesteld op 55.953.
In 2006 is het aantal inwoners door het United States Census Bureau geschat op 55.745, een daling van 208 (-0.4%).

## Geografie
Volgens het United States Census Bureau beslaat de plaats een oppervlakte van
51,6 km², waarvan 51,5 km² land en 0,1 km² water.

## Geboren
- Scott Meister (19 maart 1950), componist, muziekpedagoog, dirigent en slagwerker
- Tianna Madison (1985), wereldkampioene verspringen en olympisch kampioene 4 x 100 m

## Plaatsen in de nabije omgeving
De onderstaande figuur toont nabijgelegen plaatsen in een straal van 12 km rond Elyria.